# Joel Torre
Jose Rizalino De Leon Torre, più conosciuto come Joel Torre (Bacolod, 19 giugno 1961), è un attore e comico filippino.
Joel Torres è noto per i suoi numerosi film come il film biografico José Rizal (1998), il thriller poliziesco On the Job (2013) e il dramma storico Amigo (2010), con quest'ultimo vincitore del premio come miglior attore al 17° Puchon International Fantastic Film Festival.

## Biografia
Torre ha studiato all'Università di St. La Salle a Bacolod, nelle Filippine. Il Dr. Pablo O.Torre Memorial Hospital della città di Bacolod ha assunto questa denominazione in onore dello zio di Torre.
All'età di sette anni, Torre faceva parte del gruppo teatrale Masskara di Bacolod, diretto dal regista Peque Gallaga, dove iniziò la sua passione per la recitazione. Era il membro più giovane del gruppo composto da 13 persone. Ha poi interpretato un piccolo ruolo nel film di Lino Brocka, Gumising ka, Maruja, girato a Bacolod nel 1978. Qualche anno dopo, Gallaga incaricò Torre di recitare un ruolo per il suo film del 1982 Oro, Plata, Mata .

### Vita privata
Torre è sposato con Christy Azcona dal 1990 e la coppia ha avuto una figlia.

## Filmografia

### Cinema
- Gumising ka... Maruja, regia di Lino Brocka (1978)
- Oro, Plata, Mata, regia di Peque Gallaga (1982)
- Init sa magdamag, regia di Laurice Guillen (1983)
- Karnal, regia di Marilou Diaz-Abaya (1983)
- Hindi mo ako kayang tapakan, regia di Maryo J. de los Reyes (1984)
- Bagets 2, regia di Maryo J. de los Reyes (1984)
- Shake, Rattle & Roll, regia di Ishmael Bernal, Emmanuel H. Borlaza e Peque Gallaga (1984) - (episodio "Baso")
- Bituing walang ningning, regia di Emmanuel H. Borlaza (1985)
- Isla, regia di Celso Ad. Castillo (1985)
- Beware: Bed Sins, regia di Mario O'Hara (1985)

### Televisione
| Anno         | Titolo                                                 | Ruolo                               | Rete televisiva                |
| ------------ | ------------------------------------------------------ | ----------------------------------- | ------------------------------ |
| 2019         | Starla                                                 | Gregorio "Greggy" Dichaves          | ABS-CBN                        |
| 2016–present | FPJ's Ang Probinsyano                                  | Teodoro "Teddy" Arevalo/Juan Verdad | ABS-CBN                        |
| 2015–2016    | On The Wings Of Love                                   | Soliman "Sol" Olivar                | ABS-CBN                        |
| 2015         | Wansapanataym: Remote Ni Eric                          | Romy Gutierrez                      | ABS-CBN                        |
| 2014         | Ikaw Lamang                                            | Samuel Hidalgo                      | ABS-CBN                        |
| 2013–2014    | Honesto                                                | Hugo Layer                          | ABS-CBN                        |
| 2013         | Juan Dela Cruz                                         | Jose "Mang Pepe" Guerrero           | ABS-CBN                        |
| 2012         | Lorenzo's Time                                         | Badong Gamboa                       | ABS-CBN                        |
| 2012         | Dahil Sa Pag-Ibig                                      | Benjamin Osorio                     | ABS-CBN                        |
| 2012         | Walang Hanggan                                         | William Alcantara                   | ABS-CBN                        |
| 2011         | 100 Days To Heaven                                     | Andres Delgado                      | ABS-CBN                        |
| 2010         | Wansapanataym: Buhawi Jack                             | Manuel Miranda                      | ABS-CBN                        |
| 2010         | Grazilda                                               | Fernando                            | GMA Network                    |
| 2010         | Pilyang Kerubin                                        | Dante Garcia                        | GMA Network                    |
| 2010         | Elena M. Patron's Momay                                | Donato "Donnie" Buenavidez          | ABS-CBN                        |
| 2009         | Zorro                                                  | Don Roberto Pelaez                  | GMA Network                    |
| 2008         | Sine Novela: Saan Darating Ang Umaga?                  | Ruben Rodrigo                       | GMA Network                    |
| 2008         | Iisa Pa Lamang                                         | Rolando Ramirez                     | ABS-CBN                        |
| 2007         | Pangarap na Bituin                                     | Cocoy Mendoza                       | ABS-CBN                        |
| 2007         | Mga Kuwento Ni Lola Basyang: Ang Prinsipeng Unggoy     | Tinong                              | GMA Network                    |
| 2006         | Maalaala Mo Kaya: Poon                                 | Jun                                 | ABS-CBN                        |
| 2006         | Gulong ng Palad                                        | Tomas Santos                        | ABS-CBN                        |
| 2005         | Now And Forever: Mukha                                 | Guido                               | GMA Network                    |
| 2004         | Marina                                                 | Elias Sto. Domingo                  | ABS-CBN                        |
| 2003         | Sana'y Wala Nang Wakas                                 | Anton Garcia                        | ABS-CBN                        |
| 2003         | A Legacy of Heroes: The Story of Bataan and Corregidor | Himself                             | IBC-13                         |
| 2002         | Kapalaran                                              | Cesar Arman                         | ABS-CBN Regional Network Group |
| 2001         | Sa Puso Ko Iingatan Ka                                 | Franco Dequiros Montecillo          | ABS-CBN                        |
| 1999         | Saan Ka Man Naroroon                                   | Juanito Ocampo                      | ABS-CBN                        |
| 1997         | Esperanza                                              | Raul Estrera                        | ABS-CBN                        |
| 1995         | Villa Quintana                                         | Robert Quintana                     | GMA Network                    |
| 1992         | Noli Me Tángere                                        | Crisostomo Ibarra                   |                                |
| 1991         | Cebu                                                   |                                     | RPN                            |

### Cinema
| Anno | Titolo                                          | Ruolo                             | Prodotto da                                          |
| ---- | ----------------------------------------------- | --------------------------------- | ---------------------------------------------------- |
| 2019 | Miracle in Cell No. 7                           | Soliman/Boss Sol                  | Viva Films                                           |
| 2018 | Jacqueline Comes Home                           | Dionisio                          | Viva Films                                           |
| 2017 | Northern Lights: A Journey to Love              | Kado                              | Spring Films, Regal Entertainment, Star Cinema       |
| 2016 | Just the 3 of Us                                | Arturo Manalo                     | Star Cinema                                          |
| 2015 | Felix Manalo                                    | Teofilo Ramos                     | Viva Films                                           |
| 2013 | On the Job                                      | Mario "Tatang" Maghari            | Reality Entertainment, Star Cinema                   |
| 2012 | A Secret Affair                                 | Jimmy                             | Viva Films                                           |
| 2012 | Pridyider                                       | Mr. Benitez                       | Regal Entertainment                                  |
| 2012 | Just One Summer                                 | Daniel Cuaresma Sr.               | GMA Films                                            |
| 2012 | The Bourne Legacy                               | Citrus Samaritan/Extra            | Universal Studios                                    |
| 2012 | The Healing                                     | Melchor                           | Star Cinema                                          |
| 2011 | Subject: I Love You                             | Marlon                            | Radiant Films                                        |
| 2011 | Le Marquis                                      | Le commandant du SWAT             | Pathé                                                |
| 2010 | In Your Eyes                                    | Ronnie Delos Santos               | GMA Films, Viva Films                                |
| 2010 | Amigo                                           | Rafael Dacanay                    | Variance Films, Star Cinema, Origin8Media            |
| 2008 | Baler                                           | Comandante Teodorico Luna Novicio | Viva Films                                           |
| 2008 | Namets!                                         | Caveman                           | Videoflick Productions                               |
| 2008 | Ploning                                         | Old Siloy                         | Panoramanila Pictures                                |
| 2007 | The Promise                                     | Gustin                            | Regal Entertainment, GMA Films                       |
| 2004 | Panaghoy sa Suba                                | Damian                            | CM Films                                             |
| 2004 | Lastikman: Unang Banat                          | Adrian's Father                   | Viva Films                                           |
| 2004 | Evolution of a Filipino Family                  | Mayor                             | Ebolusyon Productions, Sine Olivia, Paul Tañedo Inc. |
| 2003 | My First Romance                                | Dante                             | Star Cinema                                          |
| 2002 | Singsing ni Lola                                | Fidel                             | Regal Entertainment                                  |
| 2000 | Spirit Warriors                                 | Roman                             | Roadrunner Network, Inc., MAQ Productions            |
| 2000 | Tanging Yaman                                   | Francis                           | Star Cinema                                          |
| 1999 | Esperanza: The Movie                            | Raul Estrera                      | Star Cinema                                          |
| 1998 | Jose Rizal                                      | Crisostomo Ibarra/Simoun          | GMA Films                                            |
| 1995 | Victim No. 1: Delia Maga (Jesus, Pray for Us!)  | Conrado Maga                      | Regal Films and Golden Lions Films                   |
| 1995 | The Lilian Velez Story Till Death Us Part       | Joe Climaco                       | Viva Films and Golden Lions Films                    |
| 1994 | Lipa Arandia Massacre Lord Deliver Us From Evil | Ronald Arandia                    | Viva Films and Golden Lions Films                    |

- Kabisera (2013)
- The Diplomat Hotel (2013)
- Juana C. The Movie (2013)
- Mariposa: Sa hawla ng gabi (2012)
- Huling Biyahe (2012)
- Captive(2012)
- Flight of an Angel (2011)
- Deep Gold 3D (2011)
- Sabungero (2009)
- Surviving Evil (2009)
- Affliction (2008)
- Green Paradise (2007)
- Casket for Hire (2007)
- Possessed (2007)
- Baliw (2007)
- Ina, Anak, Pamilya (2006)
- Umaaraw, umuulan (2006)
- Hari ng sablay: Isang tama, sampung mali (2005)
- Beneath the Cogon (2005)
- Rigodon (2005)
- Ang anak ni Brocka (2005)
- Say That You Love Me (2005)
- Camiling Story (2005)
- Lasponggols (2005)
- Pinoy/Blonde (2005)
- Boso (2005)
- Kuya (2004)
- Ang kapitbahay (2003)
- Chavit (2003)
- Abong: Small Home (2003)
- First Time (2003)
- Sanib (2003)
- Utang ni Tatang (2002)
- Taxi ni Pilo (2001)
- Batang West Side (2001)
- Anak (2000)
- Bayaning 3rd World (1999)
- Still Lives (1999)
- Kiss Mo 'Ko (1999)
- Hubad sa Ilalim ng Buwan
- Seventeen (1999)
- Berdugo (1998)
- Ilaban Mo, Bayan Ko: The Obet Pagdanganan Story (1997)
- Maalaala Mo Kaya (1997)
- Puerto Princesa (1997)
- Tirad Pass: The Story of Gen. Gregorio del Pilar (1997)
- Nakaw na sandali (1997)
- Ilaban mo bayan ko (1997)
- Wala na bang pag-ibig? (1997)
- Milagros (1997)
- DNA (1997)
- Nasaan Ka nang Kailangan Kita (1996)
- Mumbaki (1996)
- Sana Naman (1996)
- Victim No. 1: Delia Maga (Jesus, Pray for Us!) (1995)
- Redeem Her Honor (1995)
- Rollerboys (1995)
- Bocaue Pagoda Tragedy (1995)
- The Lilian Velez Story: Till Death Do Us Part (1995)
- Eskapo (1995)
- Asian Cop: High Voltage (1995)
- Tunay na magkaibigan, walang iwanan... peksman (1994)
- Lipa 'Arandia' Massacre: Lord, Deliver Us from Evil (1994)
- Comfort Women: A Cry for Justice (1994)
- The Myrna Diones Story (Lord, Have Mercy!) (1993)
- Maricris Sioson: Japayuki (1993)
- Leonardo Delos Reyes: Alyas Waway (1993)
- Pandoy: Alalay ng Panday (1993)
- Noli Me Tángere (1992)
- Matud Nila (1991)
- Shake, Rattle &amp; Roll III (1991)
- McBain, regia di James Glickenhaus (1991)
- Kasalanan ang Buhayin Ka (1990)
- Machete: Istatwang buhay (1990)
- Mana sa ina
- Kunin mo ang ulo ni Ismael (1990)
- First Lesson (1989)
- Mahirap ang magmahal (1989)
- Anak ng demonyo (1989)
- Magkano ang iyong dangal? (1988)
- Arturo Lualhati (1988)
- Isusumbong kita sa Diyos (1988)
- Hiwaga sa Balete Drive (1988)
- Olongapo... The Great American Dream (1987)
- Susuko ba ako, inay? (1987)
- Once Upon a Time (1987)
- Saan Nagkamali Ang Pag-ibig (1987)
- Evelio (1986)
- Bilanggo sa Dilim (1986)
- I Love You Mama, I Love You Papa (1986)
- The Graduates
- Unfaithful Wife (1986)
- Bagong Hari (1986)'
- Bed Sins (1985)

## Riconoscimenti
- PMPC Star Awards
  - 1991 – Candidatura al premio per il miglior attore drammatico per Boracay
- Eastwood City Walk Of Fame 
  - 2013 – Celebrity Inductee